# ملعب لوكاس أويل
ملعب لوكاس أويل هو استاد رياضي متعدد الأغراض في وسط مدينة إنديانابوليس بولاية إنديانا. احتفلت المدينة بهذا الافتتاح الكبير بتاريخ 24 آب، 2008، ، وكانت مراسم قص الشريط 16 أغسطس 2008. ويذكر أن السقف متحرك ويتم فتحه في الأيام ذات الجو الجيد. ضيّف هذا الملعب مباراة السوبر بول السادسة والأربعين في عام 2012. والملعب على الجانب الجنوبي من الشارع الرئيسي بالمدينة.
في 28 فبراير 2006، أعلن رئيس شركة التنقيب عن النفط لوكاس للنفط ‏ أن شركته اشترت حقوق التسمية للملعب بمبلغ 121 مليون دولار أمريكي على مدى 20 عاما.

## المزايا
- يتم فتح السقف المتحرك حسب الطقس يوم المباريات.
- يوجد 137 مقاعد درجة أولى في أعلى المدرجات بمنتصف الملعب و200 مقعد درجة ممتازة موزعة بالتساوي أيظاً.

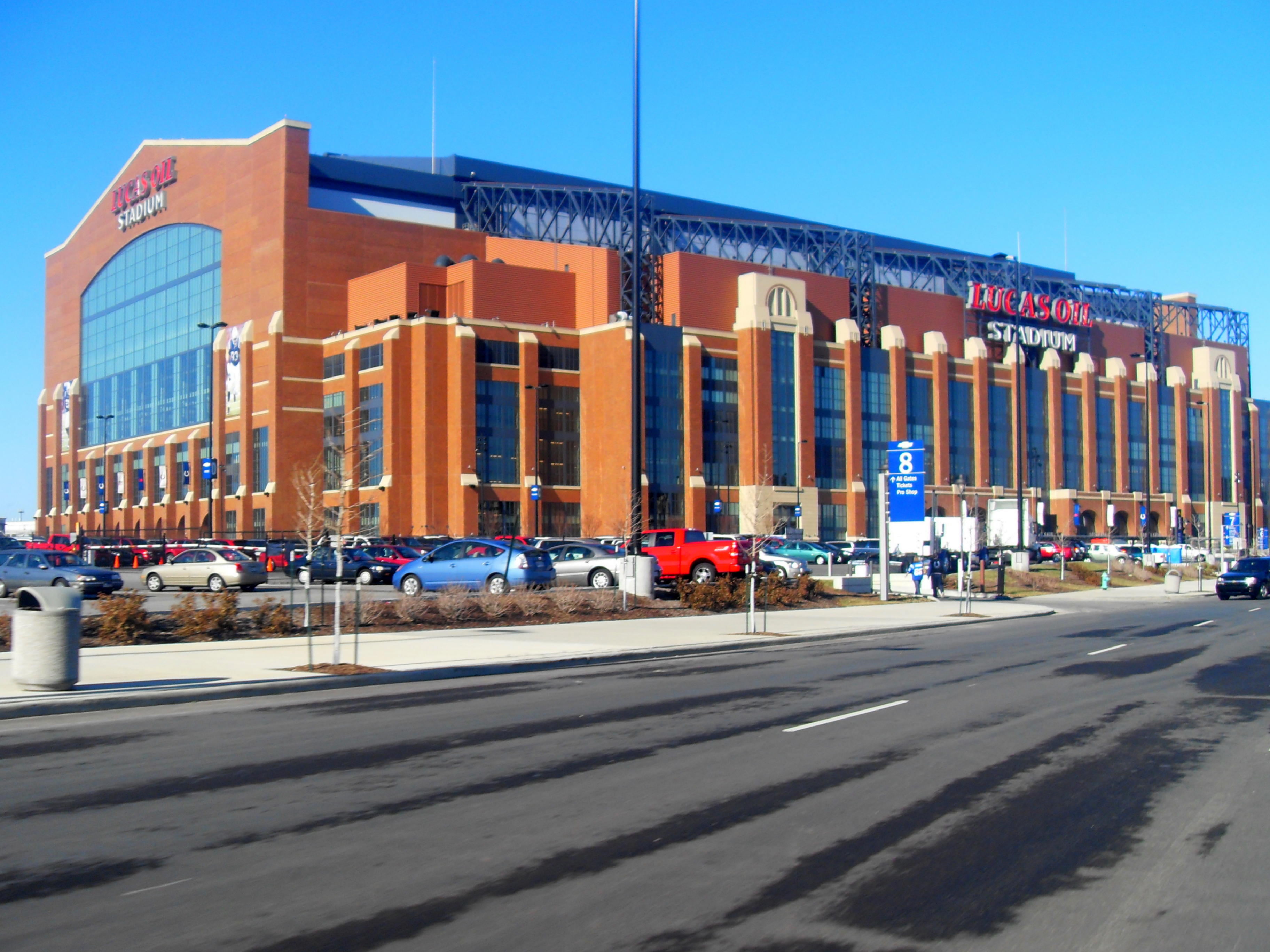
صورة لملعب لوكاس أويل من الخارج

## معرض صور

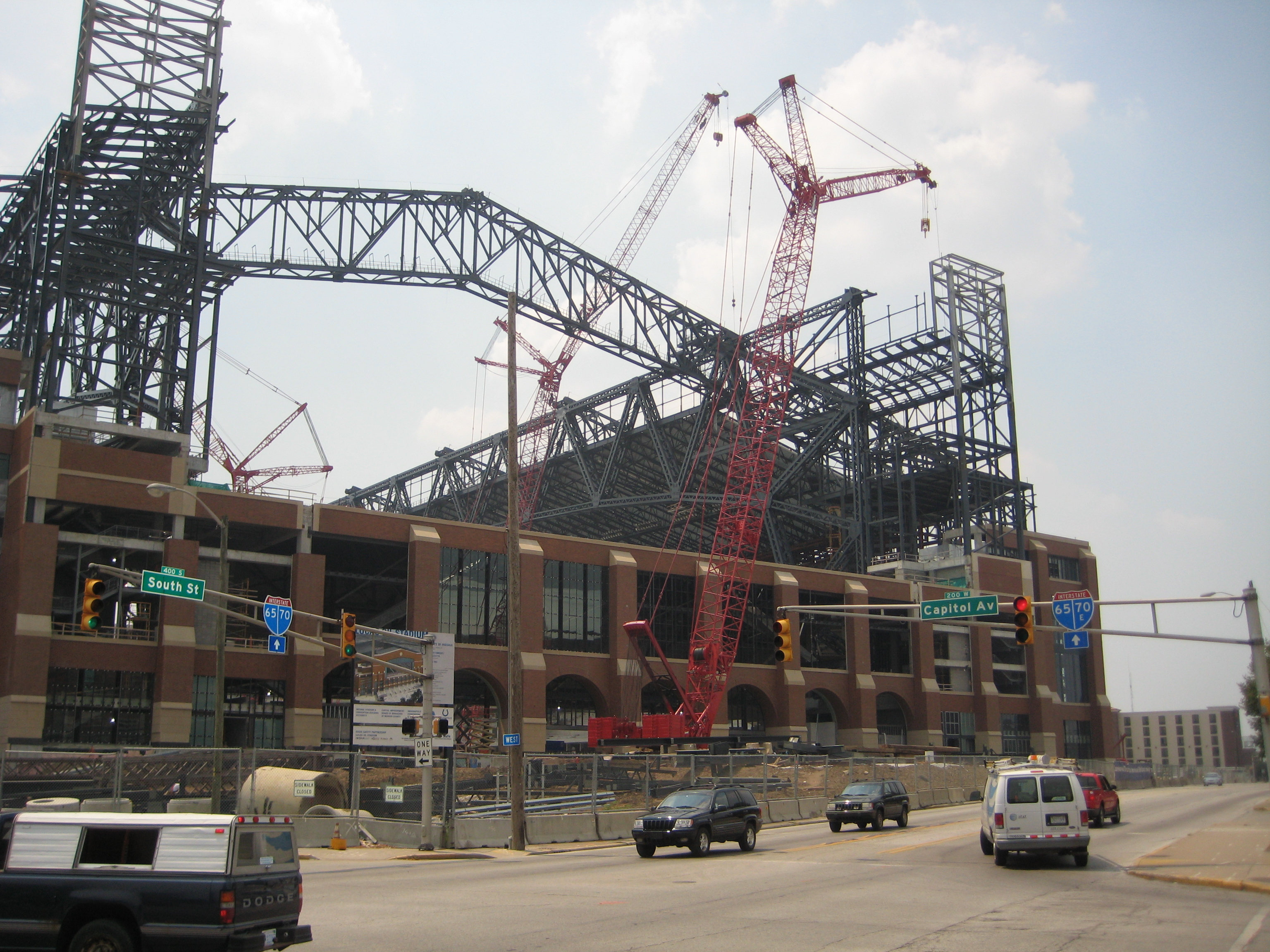
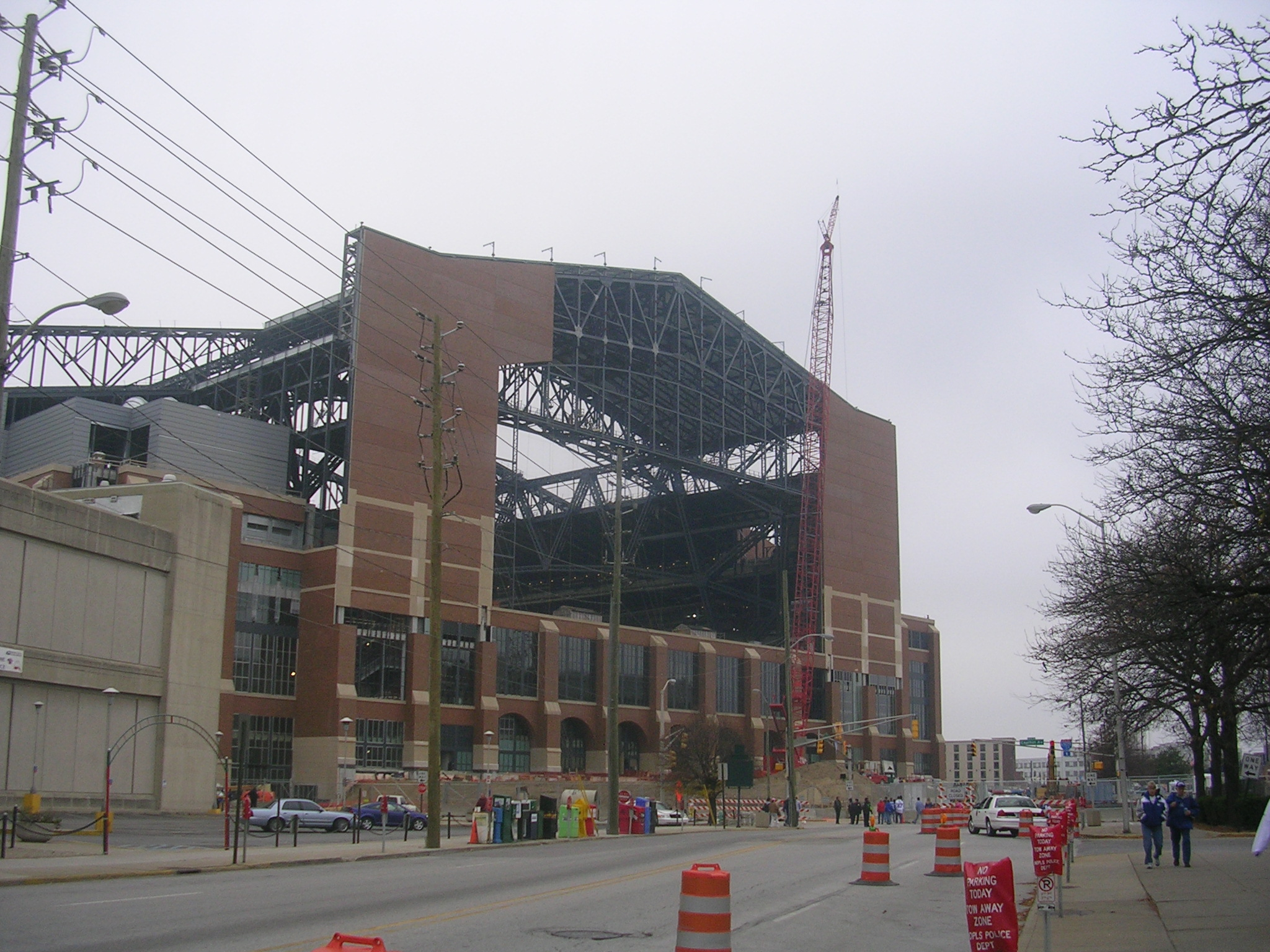
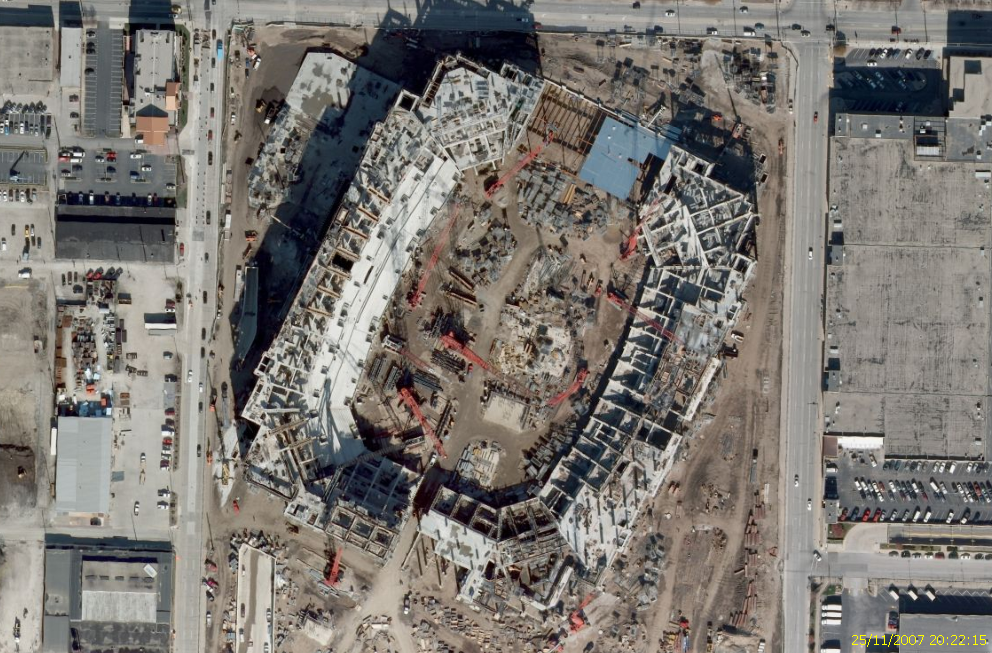